# Swiss Super League (2006/2007)
Swiss Super League (2006/2007) – 108. edycja najwyższej piłkarskiej klasy rozgrywkowej w  Szwajcarii. Rozpoczęły się 19 lipca 2006 roku, zakończyły się natomiast 24 maja 2007 roku. W rozgrywkach wzięło udział dziesięć drużyn. Mistrzowski tytuł wywalczyła drużyna FC Zürich. Królem strzelców ligi został Mladen Petrić z FC Basel, który zdobył 19 goli.

## Drużyny
| Uczestnicy poprzedniej edycji                                                                                 | Uczestnicy poprzedniej edycji | Uczestnicy poprzedniej edycji | Uczestnicy poprzedniej edycji |
| --- | ----------------------------- | ----------------------------- | ----------------------------- |
| ZUR | FC Zürich                     | 1                             |                               |
| BAS | FC Basel                      | 2                             |                               |
| YBO | BSC Young Boys                | 3                             |                               |
| GRA | Grasshopper Club Zurych       | 4                             |                               |
| THU | FC Thun                       | 5                             |                               |
| GAL | FC Sankt Gallen               | 6                             |                               |
| AAR | FC Aarau                      | 7                             |                               |
| SCH | FC Schaffhausen               | 8                             |                               |
| Awans z Challenge League (2005/2006)                                                                          |                               |                               |                               |
| LUZ | FC Luzern                     | 1                             |                               |
| SIO | FC Sion                       | 2                             |                               |
| Oznaczenia: - kolumna pierwsza – skróty nazw drużyn, - kolumna trzecia – miejsce zajęte w poprzednim sezonie. |                               |                               |                               |

Po poprzednim sezonie spadł: Neuchâtel Xamax i Yverdon-Sport FC.

## Rozgrywki

### Tabela
| Lp. | Drużyna                 | M  | Z  | R  | P  | Bramki | Bramki | Różn. | Pkt | Uwagi                                        |
| --- | ----------------------- | -- | -- | -- | -- | ------ | ------ | ----- | --- | -------------------------------------------- |
| 1   | FC Zürich               | 36 | 23 | 6  | 7  | 67     | 32     | +35   | 75  | Liga Mistrzów UEFA • II runda kwalifikacyjna |
| 2   | FC Basel                | 36 | 22 | 8  | 6  | 77     | 40     | +37   | 74  | Puchar UEFA • I runda kwalifikacyjna         |
| 3   | FC Sion                 | 36 | 17 | 9  | 10 | 57     | 42     | +15   | 60  | Puchar UEFA • I runda kwalifikacyjna         |
| 4   | BSC Young Boys          | 36 | 17 | 8  | 11 | 52     | 42     | +10   | 59  | Puchar UEFA • I runda kwalifikacyjna         |
| 5   | FC Sankt Gallen         | 36 | 14 | 13 | 9  | 47     | 44     | +3    | 55  |                                              |
| 6   | Grasshopper Club Zurych | 36 | 13 | 11 | 12 | 54     | 41     | +13   | 50  |                                              |
| 7   | FC Thun                 | 36 | 10 | 7  | 19 | 30     | 58     | −28   | 37  |                                              |
| 8   | FC Luzern               | 36 | 8  | 9  | 19 | 31     | 58     | −27   | 33  |                                              |
| 9   | FC Aarau                | 36 | 6  | 8  | 22 | 28     | 55     | −27   | 26  | Baraże o Super League                        |
| 10  | FC Schaffhausen (S)     | 36 | 4  | 13 | 19 | 27     | 58     | −31   | 25  | Spadek do Challenge League                   |

### Baraże o Super League
Drużyna, która zajęła 9. pozycję w Super League zagrała dwumecz przeciwko wicemistrzowi Challenge League.
| 30 maja 2007 | AC Bellinzona · Gomes 47' | 1:20:2 | FC Aarau · 21' Rogério · 36' Mesbah | Stadio Comunale di Bellinzona, Bellinzona Widzów: 7.537 Sędzia: Claudio Circhetta |
|              |                           |        |                                     |                                                                                   |

| 3 czerwca 2007 | FC Aarau · Mesbah 68', 89' · Sermeter 90+1' | 3:10:0 | AC Bellinzona · 52' Ianu | Stadion Brügglifeld, Aarau Widzów: 9.250 Sędzia: Guido Wildhaber |
|                |                                             |        |                          |                                                                  |

## Najlepsi strzelcy
19 bramek
- Mladen Petrić (FC Basel)

16 bramek
- Francisco Aguirre (FC Sankt Gallen)

14 bramek
- Raffael (FC Zürich)

13 bramek
- Álvaro Saborío (FC Sion)
- Alexander Tachie-Mensah (FC Sankt Gallen)

12 bramek
- Sanel Kuljić (FC Sion)

11 bramek
- Ivan Rakitić (FC Basel)
- Jean-Michel Tchouga (FC Luzern)